# Discovery HD
Discovery HD war einer der ersten hochauflösenden Fernsehkanäle in Deutschland. Er sendete auf der Sky Deutschland-Pay-TV-Plattform. Als Privatsender mit Sitz in München wurde Discovery HD von der Bayerischen Landeszentrale für neue Medien (BLM) am 13. Oktober 2005 zugelassen. In der Sitzung des dafür zuständigen Medienrates wurde eine Sendegenehmigung für die Dauer von acht Jahren erteilt. Am 30. November 2012 wurde der Sender eingestellt und durch ein Simulcast-Programm vom Discovery Channel ersetzt.

## Allgemeine Informationen

Ehemaliges Logo (2009)

Ehemaliges Logo

Discovery HD war als 24-stündiges deutschsprachiges Programm konzipiert, welches mit seinem Programm Discovery-Produktionen in hochauflösender Bildqualität und Digitalton ausstrahlte. Programmveranstalter des Kanals war die Discovery Communications Deutschland GmbH, welche unter anderem auch die Sendelizenzen weiterer Pay-TV-Kanäle besitzt.
Im Rahmen der Einführung des hochauflösenden digitalen Fernsehens Ende 2005 durch die Premiere Fernsehen GmbH & Co.KG, München wurde Discovery HD in Deutschland verbreitet.

## Sendezeiten
Der verschlüsselte Pay-TV-Kanal sendete täglich rund um die Uhr ein auf Dokumentationen ausgerichtetes Programm.

## Programm
Das Programm des hochauflösenden Kanals Discovery HD setzte sich aus vielen einzelnen Genres zusammen. Die thematische Zuordnung der einzelnen Sendungen nach einem Grundprogrammschema war bei diesem Kanal nicht möglich. Inhaltlich befasste sich das Programm mit verschiedenen Dokumentationen der unterschiedlichsten Bereiche. Insgesamt verfügte der Sender über Sendematerial der Bereiche Natur, Tiere, Reisen und Abenteuer, Wissenschaft und Technik, Geschichte, Zeitgeschichte bis hin zu Lifestyle und Reportagen. Der Senderclaim lautete: Discovery HD – Mehr Wirklichkeit.

## Empfang
Das Programm wurde digital via Satellit und in Kabelnetzen verbreitet, dabei handelte es sich jeweils um ein verschlüsseltes Programmsignal, welches ausschließlich im Rahmen eines Abonnement des Pay-TV-Anbieters Sky Deutschland über die genannten Verbreitungswege empfangbar war. Um das Programm jedoch empfangen zu können, war ein Decoder zum Entschlüsseln des Empfangssignals erforderlich. Demnach empfing man Discovery HD via Kabelnetz (Kabel Deutschland) mit folgenden Receivereinstellungen:
- Kanal: K27, oder Kanal ohne Kennung
- Frequenz: 522 MHz, oder 73 MHz
- Symbolrate: 6,900 MSym/s
- Modulation: 256 QAM

Via Satellit empfing man Discovery HD unter folgenden Empfangsparametern:
- Satellit: ASTRA, Transponder 75
- Frequenz: 11,9145 MHz
- Symbolrate: 27,500 MSym/s
- FEC: 9/10